# Microsoft Office Live Meeting
 (août 2020).
Si vous disposez d'ouvrages ou d'articles de référence ou si vous connaissez des sites web de qualité traitant du thème abordé ici, merci de compléter l'article en donnant les références utiles à sa vérifiabilité et en les liant à la section « Notes et références ».
Microsoft Office Live Meeting est un service de conférence en ligne géré par Microsoft. Il inclut un logiciel client installé sur les PC et utilise un serveur central sur lequel se connectent tous les clients. En 2008, ces serveurs étaient gérés directement par Microsoft.

## Aperçu
Microsoft Office Live Meeting est un logiciel qui est installé sur l'ordinateur de l'utilisateur (la console Live Meeting est basée sur Windows). Il existe aussi une console basée sur Java qui a les fonctionnalités de l'ancienne version. Celle-ci fonctionne aussi dans l'environnement Mac et Solaris.
C'est un logiciel de convergence (c'est-à-dire, qui permet l'intégration avec une conférence audio), administré par le web : on peut contrôler les lignes du réseau commuté classique (PSTN = Public Switched Telephone Network), mettre au silence tous les participants sauf votre ligne, exclure des participants, etc).
Les comptes utilisateurs sont regroupés dans des centres de conférences (par une adresse web spécifique) qui commence par www.livemeeting.com/cc/... ou www.placeware.com/cc/... Les utilisateurs ne payent pas pour rejoindre une session Live Meeting.
La facturation de Live Meeting est basée sur les comptes. La fourniture des comptes est le plus souvent réalisée par des revendeurs (sociétés de téléphonie) sur la base d'un prix à la minute ou d'un forfait mensuel. Les compagnies téléphoniques économisent aussi beaucoup d'argent sur les frais de communication eux-mêmes.

## Historique
Live Meeting était à l'origine développé par société indépendante PlaceWare. Microsoft a acheté PlaceWare pour améliorer NetMeeting, sa propre technologie de conférence sur le web.  Microsoft a ensuite arrêté le développement de NetMeeting.

## Version 2007
Microsoft a annoncé récemment Microsoft Office Live Meeting 2007, que Microsoft estime être une « solution complète de gestion d'évènement », ainsi que les fonctionnalités majeures du produit. Une version de démonstration de  Microsoft Office Live Meeting 2007 est actuellement disponible pour les clients actuels de Live Meeting 2005.
Microsoft offre à la fois un modèle hébergé de Microsoft Office Live Meeting 2007 de même qu'une solution basée sur le matériel du client, appelée Office Communications Server 2007. En complément de Microsoft qui héberge directement Microsoft Office Live Meeting 2007, des partenaires offriront aussi Microsoft Office Live Meeting 2007 sur la base d'honoraires. Si les participants utilisent le service Live Meeting ou Office Communications Server 2007 (OCS 2007) pour renforcer leurs conferences Web, ils utiliseront le même client pour délivrer une expérience agréable des conférences.
Les nouvelles fonctions les plus importantes de la version 2007 sont :
- des présentations utilisant des supports riches (incluant notamment Windows Media et Flash) ;
- la vidéo instantanée sur webcam ;
- la vidéo panoramique avec la Roundtable ;
- la voix sur IP pour plusieurs participants ;
- l'intégration à la téléphonie classique et la voix sur IP ;
- l'indicateur du speaker actif ;
- une page publique d'évènements ;
- l'évaluation et les tests avancés ;
- l'enregistrement Haute Fidélité ;
- les enregistrements personnels ;
- les salles d'évasion virtuelles ;
- la distribution de fichiers.

Live Meeting Web Access (MWA) a été redessiné dans cette version pour fournir une expérience qui sera presque identique aux nouveaux clients Live Meeting basés sur Windows. Un énorme avantage est que l'accès par le web à Live Meeting se fait par une applet Java et sera donc disponible sur les systèmes non-Windows comme Linux ou Macs.
Microsoft a aussi prévu le produit Roundtable qui est une caméra vidéo à 360° optimisée pour Microsoft Office Live Meeting 2007. Une des fonctionnalités incluse dans cette version permet au client Microsoft Office Live Meeting de basculer automatiquement la fenêtre la plus grande sur le participant en train de parler. Cette commutation automatique n'est pas spécifique à la Roundtable. Ceci fonctionnera avec toute webcam de type UBS. L'avantage principal de la Roundtable est sa vue à 360°, qui est adaptée aux salles de conférence de plusieurs participants. Avec des microphones spécialement conçus, la Roundtable est capable de déterminer l'emplacement du parleur actif et de transmettre ensuite à Microsoft Office Live Meeting l'angle de la caméra à privilégier.